# Brian Houston
Brian Houston (17 de fevereiro de 1954) é um pastor australiano e evangelista, fundador e Pastor Sênior Global da Hillsong Church, sediada em Sydney com locações em todo o mundo.

## Biografia
Houston nasceu em Auckland, Nova Zelândia, em 17 de fevereiro de 1954. Seus pais, Frank e Hazel, eram então oficiais do Exército da Salvação. Quando Houston tinha três anos, seus pais se juntaram às Assembleias de Deus na Nova Zelândia e começaram a pastorear uma igreja em Lower Hutt, perto de Wellington, onde Houston, seu irmão e três irmãs passaram a infância. Depois de terminar a escola, ele foi para uma faculdade bíblica por três anos. Logo após concluir a faculdade, ele conheceu sua futura esposa, Bobbie em Papamoa Beach na Nova Zelândia durante uma convenção cristã. Eles se casaram em 1977, e tem três filhos: Joel Houston, Benjamin Houston, Laura Houston.

## Ministério
Depois de se mudar para Sydney, em 1978, Houston serviu no Sydney Christian Life Centre em Darlinghurst, onde se tornou o pastor assistente de seu pai, Frank Houston. Em 1980, ele fundou uma igreja na Costa Central e trabalhou em uma igreja em Liverpool em 1981. Em 1983, Houston contratou o salão da Escola Pública Baulkham Hills, nos subúrbios do noroeste de Sydney, para iniciar uma nova igreja, a Hills Christian Life. Centro. O primeiro serviço foi realizado no domingo 14 de agosto de 1983.
Em maio de 1997, Houston foi eleito presidente das Assembleias de Deus na Austrália (agora chamada de Australian Christian Churches - ACC) após a aposentadoria de Andrew Evans. Ele também é membro da Australian Pentecostal Ministers Fellowship (APMF). Permaneceu na liderança da ACC até 2009, quando optou por não concorrer novamente ao cargo.
Em 10 de maio de 1999, Frank Houston deixou o cargo de pastor sênior no Sydney Christian Life Centre e Brian Houston foi nomeado para o cargo. Brian Houston disse que Frank "parecia apressado" para entregar sua igreja a ele. Isso foi antes das revelações do abuso sexual infantil de Frank serem conhecidas. Quinze anos depois, em 2014, Brian Houston falou em audiências realizadas pela Comissão Real sobre Respostas institucionais ao abuso sexual infantil, afirmando que recebeu uma alegação em outubro de 1999 de que seu pai abusou sexualmente de um homem menor de idade. A declaração de Brian Houston e as evidências apresentadas à Comissão Real revelaram que em novembro de 1999, seu pai confessou ter cometido abuso sexual infantil. A Royal Commission censurou Brian por não ter relatado as alegações de abuso sexual contra seu pai e por não ter evitado um claro conflito de interesses ao investigar seu próprio pai enquanto servia como Presidente Nacional das Assembleias de Deus na Austrália.
Em setembro de 2018, a Hillsong deixou as Australian Christian Churches para se tornar uma denominação autônoma, identificando-se mais como uma igreja global e carismática. Segundo Hillsong e ACC, a separação foi amigável.
Brian era produtor executivo da Hillsong Music Australia (HMA), que é o ministério da música da Hillsong Church. Seus álbuns são distribuídos em quase 90 países, e até o momento a HMA lançou 63 álbuns, com vendas acima dos milhões.
Houston era presidente da Hillsong International Leadership College. Em 2010, o Evening College foi lançado, com mais de 550 estudantes, dando um total de 3.010 pessoas sendo treinadas no Hillsong College.
Houston era apresentador do Brian Houston TV, um programa semanal de televisão cristão (originalmente chamado Life is For Living). Este programa também é exibido diariamente, junto com outro programa que ele apresenta chamado Let's Talk with Brian Houston no canal de televisão da Hillsong, o Hillsong Channel.

## Controvérsias
Em março de 2022, ele deixou a liderança da Igreja após a revelação de má conduta no código pastoral, ou seja, ter entrado sozinho sob efeito de álcool no quarto de hotel de uma mulher em 2019, mas alegou não se lembrar de relações sexuais com este último e este não confirmou relações sexuais.